# سالمونيوس

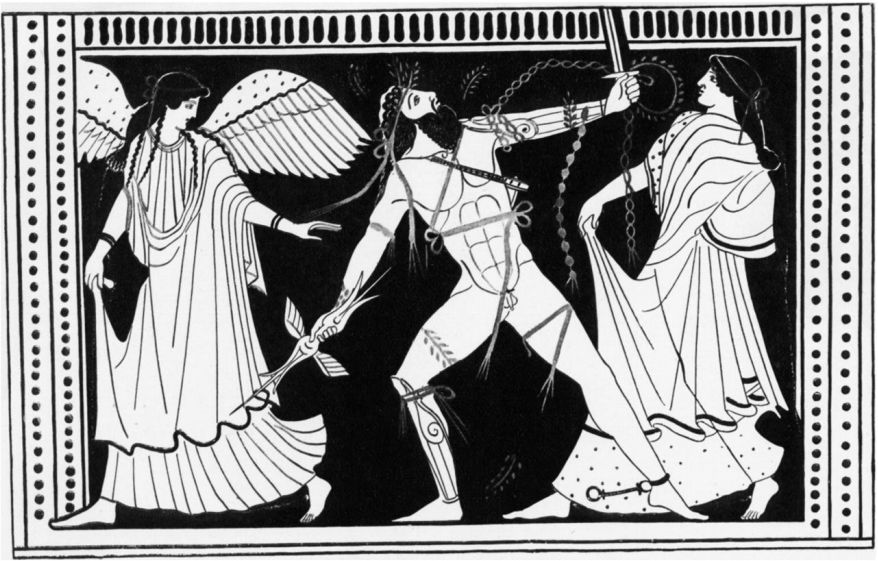

سالمونيوس في الميثولوجيا الإغريقية هو ابن أيولوس (ملك ماغنيسيا في ثيساليا والجد الأسطوري للعرق الأيولي) وحفيد هيلين وشقيق سيزيف، وانتقل لاحقا إلى إليس حيث بنى مدينة سالمون وأصبح حاكم البلاد، وكان أتباعه قد أمروا بعبادته باسم زيوس، وبنى جسرا من النحاس وقاد عليه عربته بسرعة كبيرة ليحاكي صوت الرعد، بينما يتم إلقاء المشاعل في الهواء لتمثل البرق، وفي التهاية ضربه زيوس بصاعقة ودمر المدينة.
الحكايات عنه رواها العديدون مثل أبولودوروس وهيغينوس وسترابون ومانيليوس ورواها فرجيل في الإنياذة، وفكرة الباحث جون وانتون أن القصة قدمها فرجيل كاحتجاج على عادة التأليه عند الرومان لا يدعمها مسار القصة في الإنيادة، ووفقا لفريزر في كتابه التاريخ القديم للملكية والذي صدر عام 1905، فإن الملوك الإغريق القدامى الذين كان ينتظر منهم إنزال المطر لينتفع الزرع كانوا يحاكون الرعد والبرق في شخص زيوس.
في كرانون في ثيساليا هناك كانت هناك عربة برونزية كانت تهز في أوقات الجفاف وتتلى الصلوات ليهطل المطر كما يروي أنتيغونوس كاريستوس في كتابه العجائب التاريخية (باللاتينية: Historiae mirabiles) ، ورايناخ يرى أن قصة موت سالمونيوس بالبرق هو فهم خاطئ لصورة بها ساحر ثيسالي يظهر فيها وهو ينزل البرق والأمطار من السماء، ومنها جاءت الفكرة بأنه كان ضحية لغضب زيوس وأن الصورة مثلت عقابه.